# Saint-Jean-du-Bouzet
Saint-Jean-du-Bouzet é uma comuna francesa na região administrativa de Occitânia, no departamento de Tarn-et-Garonne. Estende-se por uma área de 7,74 km². Em 2010 a comuna tinha 51 habitantes (densidade: 6,6 hab./km²).